# Thelotrema cupulare
Thelotrema cupulare är en lavart som beskrevs av Müll. Arg. Thelotrema cupulare ingår i släktet Thelotrema och familjen Graphidaceae.   Inga underarter finns listade i Catalogue of Life.